# Flora M'mbugu-Schelling
Flora M'mbugu-Schelling es una directora de documentales tanzana, más conocida por su película These Hands.

## Biografía
Nacida en Tanzania, M'mbugu-Schelling estudió en la Escuela de Periodismo de Tanzania antes de continuar sus estudios en Alemania y Francia. Su primera película, Kumekucha (1987), ganó una medalla de oro en el Festival Internacional de Cine de Nueva York. These hands documenta el trabajo de las mujeres mozambiqueñas refugiadas que trabajan en una cantera en Tanzania.

## Filmografía
- Kumekucha [ De Sun Up ], 1987
- Estas manos, 1992
- Shida y Matatizo, 1993